# Teódoto el Curtidor
Teódoto el Curtidor o Teódoto de Bizancio, también conocido como Teódoto el Zapatero.

## Biografía
Heresiarca de finales del siglo II. Fue un autor cristiano de Bizancio, uno de los varios Teódotos cuyos escritos fueron condenados por heréticos por la Iglesia. Sostuvo que Jesús era hijo de la Virgen María y del Espíritu Santo y hombre mortal, y aunque posteriormente fue adoptado por Dios a través del bautismo, no era divino hasta después de su resurrección. Esta doctrina, llamada monarquianismo o adopcionismo, cuya prédica llevó a Roma en el año 190, fue declarada herética por el papa Víctor I y Teódoto fue excomulgado.